# イポリト・オクテュリエ
イポリト・オクテュリエ（Hippolyte Aucouturier、1876年10月17日 - 1944年4月22日）は、フランスラ・セル出身の元自転車競技（ロードレース）選手。

## 来歴
1901年
- ブリュッセル〜ルーベ 優勝
- ボルドー〜パリ 2位
- パリ・ブレスト・パリ 3位

1902年
- パリ〜レンヌ 3位

1903年
- パリ〜ルーベ 優勝
- ボルドー〜パリ 優勝
- ツール・ド・フランス 区間2勝(第2、3)

1904年
- パリ〜ルーベ 優勝
- ツール・ド・フランスにおいて総合4位で全日程を終了したが、後に総合1位で終えたモリス・ガラン、同2位のリュシアン・ポティエ、同3位のセザル・ガランとともに当年12月に走破中に列車を利用していたことが発覚したため失格となった。

1905年
- ボルドー〜パリ 優勝
- ツール・ド・フランス 総合2位、区間3勝(第2、4、8)